# Ujhani
Ujhani è una suddivisione dell'India, classificata come municipal board, di 51.044 abitanti, situata nel distretto di Budaun, nello stato federato dell'Uttar Pradesh. In base al numero di abitanti la città rientra nella classe II (da 50.000 a 99.999 persone).

## Geografia fisica
La città è situata a 28° 1' 0 N e 79° 1' 0 E e ha un'altitudine di 171 m s.l.m..

## Società

### Evoluzione demografica
Al censimento del 2001 la popolazione di Ujhani assommava a 51.044 persone, delle quali 27.017 maschi e 24.027 femmine. I bambini di età inferiore o uguale ai sei anni assommavano a 9.105, dei quali 4.831 maschi e 4.274 femmine. Infine, coloro che erano in grado di saper almeno leggere e scrivere erano 21.462, dei quali 12.885 maschi e 8.577 femmine.